# Бутамірат
Бутамірат (англ. Butamirate; лат. Butamiratum) — синтетичний лікарський препарат, що застосовується як засіб проти кашлю, для перорального застосування.

## Фармакологічні властивості
Бутамірат — синтетичний препарат, що належить до групи протикашлевих препаратів. Механізм дії препарату полягає у дії на дихальний центр у центральній нервовій системі, що спричинює бронхолітичний та антихолінергічний ефект без пригнічення діяльності центральної нервової системи. За даними клінічних досліджень бутамірат ефективно пригнічує кашель як у дорослих, так і дітей, щоправда у плацебо-контрольованих дослідженнях препарату не доведено більшу ефективність бутамірату від плацебо.

### Фармакокінетика
Бутамірат добре всмоктується та розподіляється в організмі після перорального застосування, та швидко метаболізується до активних метаболітів 2-фенілмасляної кислоти та діетиламіноетоксіетанолу, які мають протикашльову активність. Пізніше метаболіти бутамірату також метаболізуються, та зв'язуються з білками крові. Виводиться препарат нирками, переважно у вигляді метаболітів, частково у незміненому вигляді. Період напіввиведення бутамірату складає 1,48—1,93 годин, період напіввиведення 2-фенілмасляної кислоти складає 23,26—24,42 годин, даних за зміну цього часу при порушеннях функції печінки і нирок немає.

## Показання до застосування
Бутамірат застосовується для симптоматичного лікування сухого кашлю як у дорослих, так і в дітей.

## Побічна дія
При застосуванні бутамірату можуть спостерігатися наступні побічні ефекти:
- Алергічні реакції — шкірний висип, свербіж шкіри, кропив'янка, набряк Квінке, анафілактичний шок.
- З боку травної системи — нудота, діарея.
- З боку нервової системи — сонливість.

## Протипокази
Бутамірат протипоказаний при підвищеній чутливості до препарату, надмірному виділенні мокроти, дітям віком до 2 місяців, у перші 3 місяці вагітності.

## Форми випуску
Бутамірат випускається у вигляді сиропу по 100 і 200 мл та саше по 5 мл із вмістом діючої речовини 1,5 мг/мл, крапель по 20 мл із вмістом діючої речовини по 5 мг/мл. Разом із гвайфенезином бутамірат входить до складу комбінованого препарату «Стоптусин».